# Idiotville, Oregon
Idiotville este o localitate dispărută, o fostă comunitate din comitatul Tillamook, statul  Oregon,  Statele Unite ale Americii, situată în apropierea confluenței dintre pârâul Idiot și râul Wilson, situat pe drumul statal Oregon Route 6. Altitudinea locului, care era extrem de depărtat de orice localitate notabilă, este de 365 m deasupra nivelului mării.
Din moment ce locul era așa de departe de orice altă localitate, se spunea frecvent că doar un idiot ar locui acolo, ceea ce a atras direct și numele locului, Idiotville. Ulterior, numele derogatoriu a fost folosit pentru a denumi și pârâul.
Fosta localitate se găsește în Pădurea Tillamook a statului Oregon (în original, Tillamook State Forest), foarte aproape de linia de demarcație dintre comitatele Tillamook și Washington, la aproximativ 80 km (sau 50 mile) nord-vest de Portland. Astăzi nu mai există urme vizibile ale fostei localități.
Pârâul din apropiere a fost numit Idiot Creek după numele comunității și a fost adoptat oficial de Consiliul denumirilor geografice din Statele Unite în 1977.  În apropierea pârâului Idiot a existat o exploatare forestieră numită Ryan's Camp, care a fost parte a operațiilor de salvare după devastatoarele serii de incendii cunoscute ca Tillamook Burn.